# Grenze zwischen Kenia und Somalia

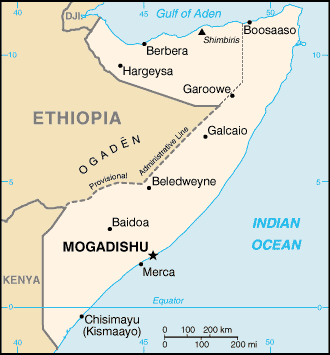
Verlauf der Grenze

Die Grenze zwischen Kenia und Somalia trennt als internationale Land- und Seegrenze diese beiden ostafrikanischen Staaten. Die Länge der Grenze wird mit 682 oder 684 km angegeben. Die Landgrenze verläuft vom Dreiländereck mit Äthiopien zur Küste des Indischen Ozeans.

## Geschichte

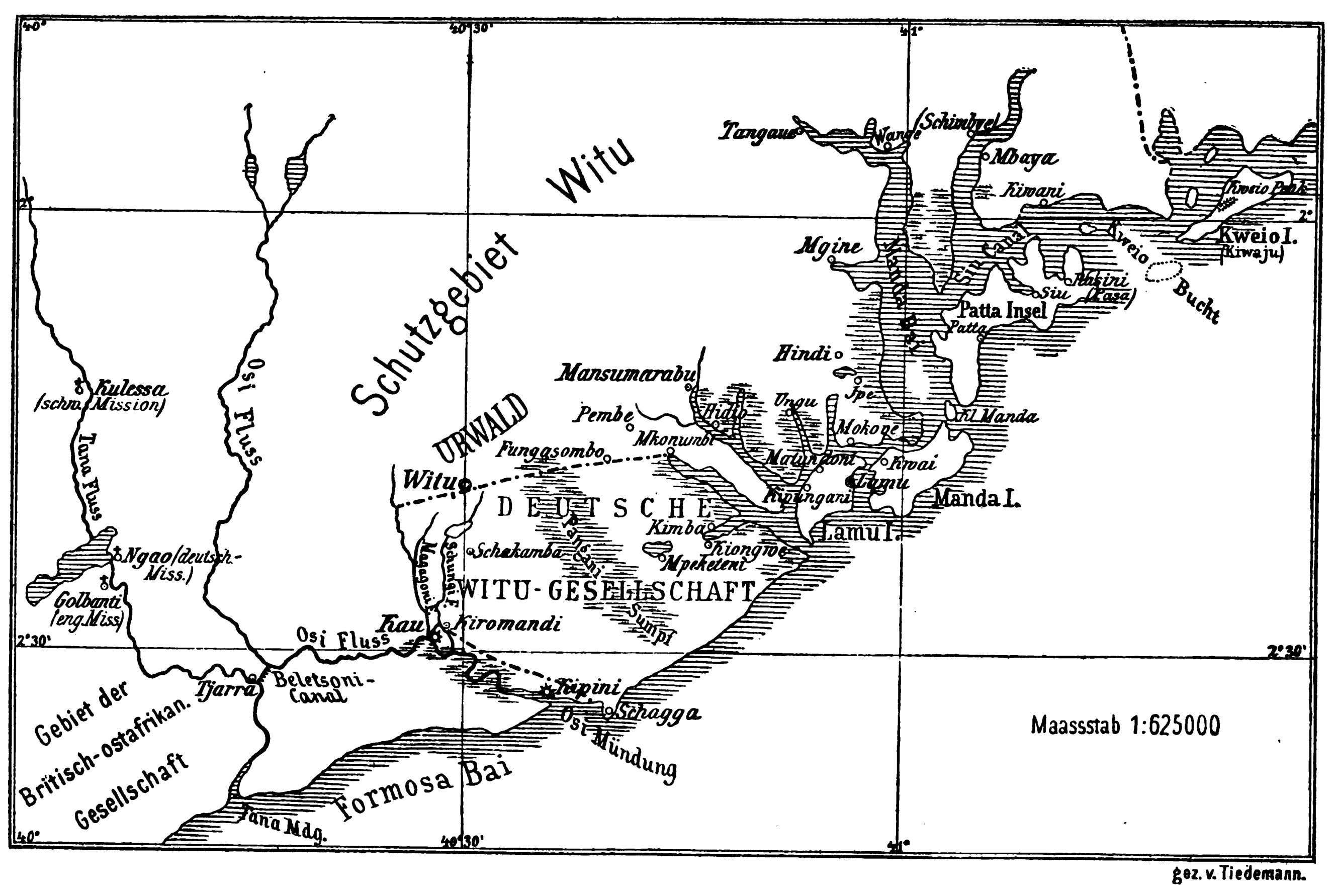
Das 1885 bis 1890 dem Deutschen Reich unterstellte Witu-Schutzgebiet

Kenia stand seit dem Ende des 19. Jahrhunderts unter britischem Protektorat und wurde 1920 zur Kolonie Kenia, nachdem das Sultanat Witu von 1885 bis 1890 als Schutzgebiet Suaheliland dem Deutschen Reich unterstellt war. Die Ansprüche des Deutschen Reichs auf das Witu-Gebiet sowie weitere, jedoch nie realisierte Ansprüche auf die Somaliküste wurden im Vertrag zwischen dem Deutschen Reich und dem Vereinigten Königreich über die Kolonien und Helgoland (sogenannter Helgoland-Sansibar-Vertrag) vom 1. Juli 1890 aufgegeben. Kenia erlangte im Dezember 1963 die Unabhängigkeit.
Das damalige Italienisch-Somaliland entstand ab 1888 bis 1905 (Kauf von Mogadischu, das 1908 Hauptstadt der italienischen Kolonie wurde). Die Grenze zum britischen Besitz in Ostafrika verlief im Juba-Fluss. 1924/25 übertrug das Vereinigte Königreich westlich des Juba gelegene Gebietsteile mit Rücksicht auf den 1915 erfolgten Kriegseintritt Italiens auf alliierter Seite an Italien, das dieses zunächst als Oltre Giuba verwaltete und 1926 seiner somalischen Kolonie anschloss. Nach der Eroberung Äthiopiens durch Italien 1936 wurde Italienisch-Ostafrika gebildet, das aber schon 1941 im Zug des Zweiten Weltkriegs durch britische Truppen erobert wurde. Italien erhielt das frühere Italienisch-Somaliland 1950 wieder als UN-Treuhandgebiet Somalia bis zu dessen Unabhängigkeit am 1. Juli 1960. Infolge innerer Unruhen gilt Somalia heute als gescheiterter Staat. Der Internationale Gerichtshof in Den Haag entschied im Oktober 2021 über einen seit 2014 anhängigen Streit um die Seegrenze.

## Grenzverlauf
Die Landgrenze führt vom Dreiländereck mit Äthiopien (3°58'48"N, 41°54'0"O) bei Buulo Xaavo (Somalia) und dem kenianischen Mandera zunächst in zwei leicht geknickten Abschnitten nach Südwesten. Bei El Wak (Kenia) und dem östlich der Grenze in Somalia gelegenen Ceel Waaq biegt die Grenze nach Süden ab und führt geradlinig über den Grenzort Dif weiter nach Süden westlich am somalischen Grenzort Dhobley (Grenzübergang ins kenianische Liboi) vorbei, bis sie nach Querung des Äquators nach Südsüdosten abknickt und über den Grenzort Kolbiyow an die Küste des Indischen Ozeans beim somalischen Kaambooni (1°38′0″S, 41°34′0″O) führt.